# Frederick Abbott (cricketspeler)
Frederick Julius Abbott (Nieuw-Zeeland, 25 november 1901 - Engeland, 4 mei 1952) was een Brits cricketspeler. Hij speelde eerste klasse-wedstrijden voor Worcestershire: één in 1919 en twee in 1920. Hij maakte zijn hoogste score, 42, tijdens zijn debuut tegen Warwickshire in augustus 1919. Hij speelde ook minstens één keer voor Malvern College.